# Comuna de Kiwity
Kiwity (polaco: Gmina Kiwity) é uma gminy (comuna) na Polónia, na voivodia de Vármia-Masúria e no condado de Lidzbarski. A sede do condado é a cidade de Kiwity.
De acordo com os censos de 2004, a comuna tem 3512 habitantes, com uma densidade 24,2 hab/km².

## Área
Estende-se por uma área de 145,38 km², incluindo:
- área agricola: 74%
- área florestal: 14%

## Demografia
Dados de 30 de Junho 2004:
|                      | Total   | Total | Mulheres | Mulheres | Homens  | Homens |
| -------------------- | ------- | ----- | -------- | -------- | ------- | ------ |
|                      | pessoas | %     | pessoas  | %        | pessoas | %      |
| População            | 3512    | 100   | 1680     | 47,8     | 1832    | 52,2   |
| Densidade (pop./km²) | 24,2    | 100   | 11,6     | 11,6     | 12,6    | 12,6   |

De acordo com dados de 2002, o rendimento médio per capita ascendia a 1512,45 zł.

## Subdivisões
- Bartniki, Czarny Kierz, Kiersnowo, Kierwiny, Kiwity, Klejdyty, Klutajny, Kobiela, Konity, Krekole, Maków, Napraty, Połapin, Rokitnik, Samolubie, Stoczek, Tolniki Wielkie, Żegoty.

## Comunas vizinhas
- Bartoszyce, Bisztynek, Jeziorany, Lidzbark Warmiński